# Leif GW om:
Leif GW om: är en svensk dokumentärserie från 2020 i tre fristående avsnitt. Serien är en fortsättning på Leif GW om: Blattarna som byggde Sverige. Leif GW om: har premiär på TV4, TV4 Play och C More den 23 mars 2020.
Serien är utvecklad utifrån en originalidé av kriminologen Leif G.W. Persson, som också fungerar som programledare för programmet.

## Handling, avsnitt 1
Det första avsnittet av Leif GW om: handlar om skandalerna kring Svenska Akademien. I programmet berättar Leif GW Persson om händelserna år 2018 som i grunden skakade om Svenska Akademien. Persson berättar även Svenska Akademiens historia och hur de uppnådde den maktposition som fått, en historia som innehåller såväl ekonomisk brottslighet, jäv som makt.

## Handling avsnitt 2
Det andra avsnittet av Leif GW om: handlar om det svenska kärnvapenprogrammet som drevs från andra världskriget fram till 1970-talet, och som kostade staten flera miljarder kronor.

## Handling avsnitt 3
Det tredje avsnittet av Leif GW om: handlar om ett ämne som ligger Persson nära och som påverkat honom på ett personligt plan nämligen Bordellhärvan och Geijeraffären.